# Caso Plame

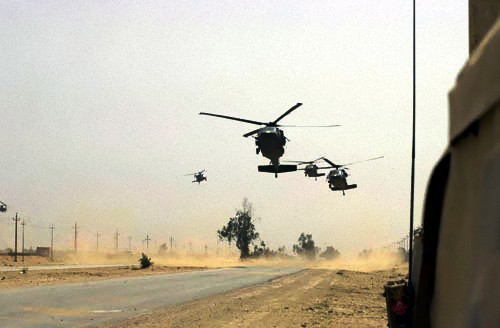
Helicópteros Black Hawk de la 2ª Brigada de la 101ª División Aerotransportada (de asalto aéreo) se trasladan a una ciudad iraquí durante una operación para ocupar la ciudad, el 5 de abril. La 101ª está desplegada en Irak en apoyo de la Operación Libertad Iraquí.

El caso Plame (en inglés Plame affair, también conocido como escándalo de filtración de la CIA y Plamegate) fue un escándalo político que giró en torno a la identificación pública por parte del periodista Robert Novak de Valerie Plame como oficial encubierta de la Agencia Central de Inteligencia (CIA) en 2003.
En su discurso del estado de la Unión del 28 de enero de 2003, durante el período previo a la invasión de Irak de 2003, el presidente de los Estados Unidos, George W. Bush, dijo que «Sadam Huseín recientemente buscó cantidades significativas de uranio en África». El exdirector de la CIA, George Tenet, dijo que «[mientras que el presidente Bush] tenía todas las razones para creer que el texto que se le presentó era sólido», porque «a partir de lo que sabemos ahora, los funcionarios de la Agencia al final coincidieron en que el texto del discurso fue fácticamente correcto, es decir, que el informe del gobierno británico decía que Irak buscaba uranio en África», sin embargo «[estas] palabras nunca deberían haber sido incluidas en el texto escrito para el presidente».
En 2002, Plame escribió un memorando a sus superiores en el que expresó sus dudas en recomendar a su esposo, el exdiplomático Joseph C. Wilson, a la CIA para una misión a Níger para investigar las denuncias de que Irak había hecho arreglos para comprar e importar uranio del país, pero afirmó que «puede estar en condiciones de ayudar». Luego del discurso del presidente Bush, Wilson publicó un artículo de opinión en julio de 2003 en The New York Times expresando sus dudas durante la misión que cualquier transacción de ese tipo con Irak había tenido lugar. Con respecto a los hallazgos de Wilson, Tenet declaró: «Debido a que este informe, en nuestra opinión, no resolvió si Irak buscaba o no uranio en el exterior, se le dio una distribución normal y amplia, pero no se lo informamos al presidente, vicepresidente u otros altos funcionarios de la Administración».
Una semana después de que se publicara el artículo de opinión de Wilson, Novak publicó una columna en The Washington Post que mencionaba las afirmaciones de «dos altos funcionarios de la administración» de que Plame había sido quien sugirió que enviara a su esposo. Novak se había enterado del empleo de Plame, que era información clasificada, por el funcionario del Departamento de Estado Richard Armitage. David Corn y otros sugirieron que Armitage y otros funcionarios habían filtrado la información como represalia política por el artículo de Wilson.
El escándalo desembocó en una investigación criminal; nadie fue imputado por la fuga en sí. Scooter Libby fue condenado por mentir a los investigadores. Su sentencia de prisión fue finalmente conmutada por el presidente Bush, y fue indultado por el presidente Donald Trump en 2018.